# جاك نوريس
جاك نوريس هو لاعب هوكي الجليد كندي، ولد في 5 أغسطس 1942 في Delisle, Saskatchewan ‏ في كندا.

## وصلات خارجية
- جاك نوريس على موقع دوري الهوكي الوطني (الإنجليزية)
- جاك نوريس على موقع قاعة مشاهير الهوكي (لاعب أن.إتش.أل) (الإنجليزية)
- جاك نوريس على موقع EliteProspects.com (الإنجليزية)
- جاك نوريس على موقع HockeyDB.com (الإنجليزية)
- جاك نوريس على موقع Hockey-Reference.com (الإنجليزية)